# Keitai Denjū Telefang
Keitai Denjū Telefang (Japonés: 携帯電獣テレファング, Hepburn: Keitai Denjū Terefangu. "Mobile Phone Beast Telefang") es una serie de videojuegos de rol (RPGs) desarrollado por Smilesoft y publicado por Natsume. En los juegos, el jugador contacta varias criaturas por medio de un teléfono celular para conseguir ayuda en las batallas con los enemigos que él o ella encontrarán. Se lanzó exclusivamente en Japón, el 3 de noviembre de 2000, el primer juego en la serie fue lanzado para Game Boy Color en dos versiones: Power Versión (パワーバージョン, Pawā Bājon?) y Speed Versión (スピードバージョン, Supī Bājon?). Cada versión presenta varias criaturas exclusivas. El nombre de la serie deriva de 'keitai' (携帯?), el término japonés para teléfono celular, haciendo las llamadas de teléfono a las criaturas una parte integral de los juegos, y fand, para simbolizar las varias bestias involucradas.
En 26 de abril de 2002, una menos conocida secuela para la Game Boy Advance llamada Keitai Denjū Telefang 2 (携帯電獣テレファング２, Keitai Denjū Terefangu Tsū?. ""Mobile Phone Beast Telefang Two") fue lanzada exclusivamente en Japón. Así mismo, dos versiones fueron lanzadas, Power Versión (パワーバージョン, Pawā Bājon?) Y Speed Version (スピードバージョン, Supī Bājon?), presentando diferencias similares en entre ellos.

## Manga
La editorial Kōdansha publicó una serie manga basada en la Power Version creada por Kino Kozuo. Primero se publicó de forma mensual en la revista Comic Bom Bom, y luego los números se lanzaron en tres tankōbon o volúmenes. Kodansha también publicó una serie para Keitai Denjū Telefang 2, sin embargo, solo apareció en la revista Comic Bom Bom y nunca se lanzó en volúmenes.

## Piratería
El primer Ketai Denjuu Telefang recibió una traducción no oficial. El juego original no tuvo ninguna relación con la serie Pokémon de Nintendo, pero se tradujo el juego como Pokémon Diamond (Ketai Denjuu Telefang Power Version) y Pokémon Jade (Ketai Denjuu Telefang Speed Version). La criatura usada para la portada no corresponde a ningún Denjuu o Pokémon. La caja donde venía Pokémon Jade muestra el bosque de los espíritus, Shishigami, del anime de Hayao Miyazaki, La princesa Mononoke, mientras que la caja de Pokémon Diamond muestra una serpiente azul creada especialmente para representar a este título. La traducción es notoria por tener serios errores de programación los cuales pueden causar un crasheo del juego."